# 1989 YA4
1989 YA4 är en asteroid i huvudbältet som upptäcktes den 30 december 1989 av den australiensiske astronomen Robert H. McNaught vid Siding Spring-observatoriet.
Asteroiden har en diameter på ungefär 3 kilometer.